# Schottische Badmintonmeisterschaft 1949
Die Schottische Badmintonmeisterschaft 1949 fand in Edinburgh statt. Es war die 28. Austragung der nationalen Meisterschaften von Schottland im Badminton.	

## Titelträger
| Disziplin    | Sieger                              |
| ------------ | ----------------------------------- |
| Herreneinzel | nicht ausgetragen                   |
| Dameneinzel  | nicht ausgetragen                   |
| Herrendoppel | James C. Mackay Edward W. Wilson    |
| Damendoppel  | Elizabeth Armstrong E. W. Greenwood |
| Mixed        | James C. Mackay C. B. Alison        |